# Маринов, Мартин
Ма́ртин Гео́ргиев Ма́ринов (25 октября 1967, София) — болгарский гребец-каноист, выступал за сборную Болгарии в конце 1980-х — середине 1990-х годов, некоторое время также представлял Австралию. Двукратный бронзовый призёр летних Олимпийских игр, серебряный и бронзовый призёр чемпионатов мира, бронзовый призёр чемпионата Европы, победитель регат национального и международного значения. Заслуженный мастер спорта Болгарии (1987). Известен как тренер по гребле на байдарках и каноэ, технический менеджер Международной федерации каноэ. Самый возрастной гребец на байдарках и каноэ в истории Олимпийских игр.

## Биография
Мартин Маринов родился 25 октября 1967 года в Софии. Выступал за клуб ЦСКА «Септемврийско знаме», окончил ведомственное училище «Чавдар» (ныне — спортивное училище имени генерала Владимира Стойчева). Первый тренер — Йосиф Йосифов.
Первого серьёзного успеха на взрослом международном уровне добился в 1987 году, когда попал в основной состав болгарской национальной сборной и побывал на чемпионате мира в немецком Дуйсбурге, откуда привёз награду серебряного достоинства, выигранную в зачёте одиночных каноэ на дистанции 1000 метров — в финале уступил лишь титулованному немцу Олафу Хойкродту. Благодаря череде удачных выступлений удостоился права защищать честь страны на летних Олимпийских играх 1988 года в Сеуле, в одиночках на пятистах метрах завоевал бронзовую медаль, проиграв в решающем заезде тому же Хойкродту и советскому гребцу Михаилу Сливинскому. По итогам года занял 10-е место в списке лучших спортсменов Болгарии.
В 1989 году Маринов выступил на домашнем чемпионате мира в Пловдиве, стал бронзовым призёром в одиночках на пятистах метрах. Будучи одним из лидеров гребной команды Болгарии, благополучно прошёл квалификацию на Олимпийские игры 1992 года в Барселоне, где снова удостоился бронзовой награды — на сей раз в двойке с напарником Благовестом Стояновым на пятистах метрах — в решающем заезде их обошли только экипажи из Германии и Объединённой команды бывших советских республик. Также участвовал в гонке двоек на тысяче метрах, став в финале шестым.
На чемпионате мира 1994 года в Мехико Маринов добавил в послужной список ещё одну бронзовую медаль, занял второе место в двойках на полукилометровой дистанции, а год спустя на мировом первенстве в Дуйсбурге повторил это достижение в двухсотметровой гонке двоек. Позже отправился представлять страну на Олимпиаде 1996 года в Атланте, тем не менее, попасть в число призёров уже не смог, с тем же Стояновым финишировал пятым на пятистах метрах и четвёртым на тысяче.
После трёх Олимпиад Маринов ещё в течение некоторого времени оставался в основном составе национальной сборной Болгарии и продолжал принимать участие в крупнейших международных регатах. Так, в 1997 году он выступил на домашнем чемпионате Европы в Пловдиве и выиграл бронзовую медаль в зачёте четырёхместных каноэ на дистанции 500 метров. Однако впоследствии он эмигрировал в Австралию и заканчивал карьеру профессионального спортсмена именно в составе австралийской национальной команды. В частности, представлял Австралию на Олимпийских играх 2004 года в Афинах, в одиночках на пятистах метрах сумел дойти до стадии полуфиналов.
С октября 2006 года Маринов работает главным тренером по гребле на байдарках и каноэ в Австралийском институте спорта. Руководил сборной Австралии на Олимпиадах 2008 года в Пекине и 2012 года в Лондоне. 